# Piscataway

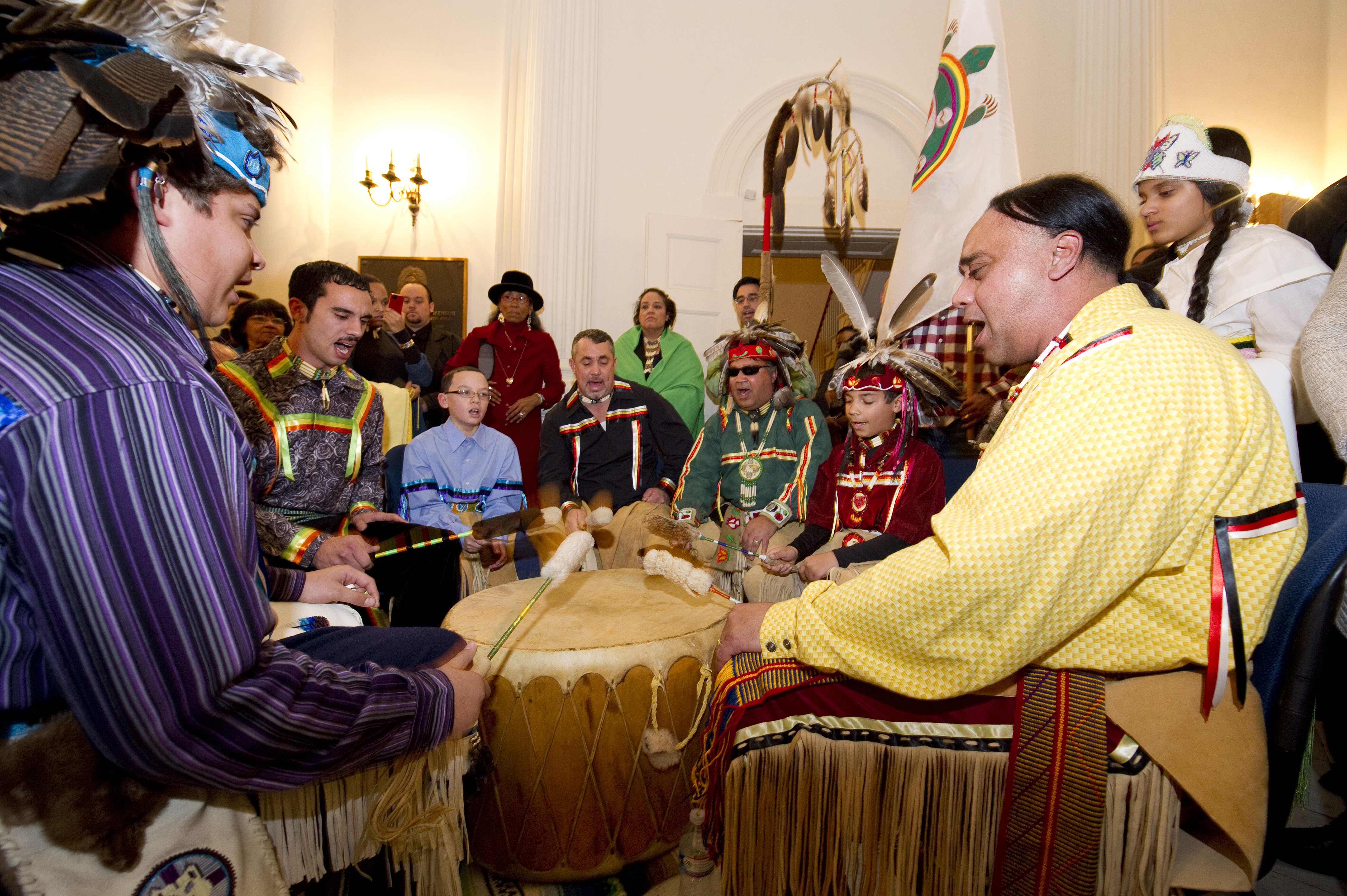
Piscataway

Los piscataway eran una tribu india algonquina, también llamada conoy por los iroqueses (de Kanawh, el principal río de Virginia oriental).

## Localización
Vivían en las riberas del río Potomac y en la orilla izquierda de la bahía de Chesapeake, en la actual Maryland.

## Demografía
En 1765 sólo quedaban 150 indios. En 1980 eran 400, junto con los nanticoke en Maryland (llamada Cedarville band, en los condados de Prince George y Charles).
Según el censo de 2000, había 932 piscataway puros, 16 mezclados con otras tribus, 452 mezclados con otras razas y 43 mezclados con otras razas y otras tribus. En total. 1.443 individuos. 

## Costumbres
Relacionados lingüística y culturalmente con los lenape y nanticoke, se cree que su subsistencia se basaba principalmente en la abundante variedad de caza de la zona y en el consumo de aves. Empleaban arcos, flechas y lanzas para cazar.
Vivían en refugios de forma ovalada, muy parecidos a los que usaban las tribus algonquinas de las cercanías, cuya cultura era muy parecida a la suya. Tenían cuatro ciudades: Catawissa, Conejoholo, Conoytown y Kittamaaquindi.

## Historia
Contactaron con los británicos hacia 1600, y eran una confederación de tribus relacionada con los pamunkey y mattaponi, de la confederación powhatan. En 1660 los colonos reconocieron como rey a su jefe Quokonassauni. Fueron arrasados por los conestoga durante el siglo XVII, así como por la Confederación iroquesa, y su rápida decadencia les obligó a abandonar el río Potomac y Pensilvania.
Emigraron gradualmente hacia el río Susquehanna, y hacia 1765 fueron sometidos por los iroqueses y dispersados por el sur de Nueva York hasta Maryland.
Más tarde se movieron hacia el oeste, con los mahican y los lenape, y entraron a formar parte de estas tribus.
A comienzos del siglo XX, la familia Tayac luchó por el reconocimiento de la tribu, y uno de ellos, Billy Tayac, fue miembro del AIM. En 1981 llevaron a la ONU la defensa del su cementerio de Moyoane